# Michael Ansley
Michael Antonio Ansley (Birmingham, 8 febbraio 1967) è un ex cestista statunitense, professionista nella NBA e in Europa.

## Carriera
È stato selezionato dagli Orlando Magic al secondo giro del Draft NBA 1989 (37ª scelta assoluta).

## Statistiche

### College
| Anno      | Squadra            | PG  | PT | MP   | TC%  | 3P%  | TL%  | RP  | AP  | PRP | SP  | PP   |
| --------- | ------------------ | --- | -- | ---- | ---- | ---- | ---- | --- | --- | --- | --- | ---- |
| 1985-1986 | Alabama Crim. Tide | 33  | 4  | 18,0 | 60,4 | -    | 53,8 | 4,2 | 0,1 | 0,3 | 0,1 | 5,9  |
| 1986-1987 | Alabama Crim. Tide | 33  | 33 | 30,6 | 59,7 | -    | 67,0 | 7,8 | 0,3 | 0,4 | 0,1 | 11,0 |
| 1987-1988 | Alabama Crim. Tide | 31  | 30 | 35,0 | 56,0 | 0,0  | 73,1 | 9,2 | 0,9 | 0,6 | 0,2 | 18,1 |
| 1988-1989 | Alabama Crim. Tide | 31  | 31 | 34,0 | 57,2 | 25,0 | 76,8 | 9,2 | 1,1 | 0,7 | 0,2 | 20,3 |
| Carriera  | Carriera           | 128 | 98 | 29,2 | 57,7 | 20,0 | 71,3 | 7,6 | 0,6 | 0,5 | 0,1 | 13,7 |

### NBA

#### Regular Season
| Anno      | Squadra            | PG  | PT | MP   | TC%  | 3P% | TL%  | RP  | AP  | PRP | SP  | PP  |
| --------- | ------------------ | --- | -- | ---- | ---- | --- | ---- | --- | --- | --- | --- | --- |
| 1989-1990 | Orlando Magic      | 72  | 5  | 17,0 | 49,7 | -   | 72,2 | 5,0 | 0,6 | 0,3 | 0,2 | 8,7 |
| 1990-1991 | Orlando Magic      | 67  | 1  | 13,1 | 54,8 | -   | 71,7 | 3,8 | 0,4 | 0,4 | 0,1 | 5,7 |
| 1991-1992 | Philadelphia 76ers | 8   | 0  | 4,0  | 45,5 | -   | 83,3 | 0,5 | 0,3 | 0,0 | 0,0 | 1,9 |
| 1991-1992 | Charlotte Hornets  | 2   | 0  | 6,5  | 42,9 | -   | -    | 1,0 | 0,0 | 0,0 | 0,0 | 3,0 |
| Carriera  | Carriera           | 149 | 6  | 14,4 | 51,3 | -   | 72,2 | 4,2 | 0,4 | 0,3 | 0,2 | 6,9 |